# Sebastián Castro (periodista)
Sebastián Castro Sasso (San José, 26 de noviembre de 1987) es un periodista y productor audiovisual costarricense. Conocido por ser fundador del proyecto Subite al Chunche, y haber laborado como periodista de la cadena CNN en Costa Rica.

## Carrera
Graduado de Emory University en Atlanta, GA; trabajó como reportero voluntario para la FIFA durante el mundial de Sudáfrica del 2010. Dicho voluntariado le abrió un empleo en la sección iReport de CNN, donde trabajó durante tres años como reportero aventurero para CNN en Español, en Costa Rica.

## Proyecto Subite al Chunche
Mientras Castro era voluntario para la FIFA en Sudáfrica, pintó un Volkswagen tipo 1 y lo bautizó como "Chunche" (costarriqueñismo para la palabra cosa, aparte de ser el apodo del costarricense exmundialista y director técnico Mauricio Montero)
En el año 2014 y por motivo del Mundial de Futbol 2014, Castro renunció a CNN para emprender un viaje por tierra hacia Brasil, sede del Mundial. El proyecto fue presentado en televisión nacional en Costa Rica, donde la televisora Teletica se le dio seguimiento a los viajeros durante el periplo, que duró más de dos meses, en el cual recorrieron 20 000km y en que utilizaron un Toyota Land Cruiser. El viaje fue un éxito mediático, llegando a obtener un estatus de culto entre los costarricenses aficionados al fútbol y al automovilismo, a como también hizo eco en diversos medios de comunicación alrededor del mundo.
El proyecto fue renovado para una tercera temporada en el mundial de Rusia del 2018, en el que los viajeros condujeron un Lada Niva desde Londres, Reino Unido; hasta Rusia, donde condujeron a los distintos emplazamientos donde tendría lugar el mundial.

## Vida personal
Actualmente vive en San José, Costa Rica.